# Josef Rautberg
Josef Rautberg (* 29. Januar 1884 in Olkieniki, Russland, heute: Litauen; † 13. Juli 1966 in Berlin) war ein deutscher Politiker (LDP/FDP).
Rautberg besuchte das Gymnasium in Smolensk und Kowno, absolvierte eine kaufmännische Lehre in einer Metallwarenfabrik und war anschließend als Industriekaufmann tätig.
Ab 1945 war er Mitglied der LDP/FDP in Berlin. Er rückte am 4. November 1954 für Walter Conrad in das Abgeordnetenhaus von Berlin nach und gehörte diesem rund zwei Monate bis Januar 1955 an.